# 廉丹
廉丹（？—22年），京兆杜陵（今陝西西安東南）人。王莽新朝大司馬。戰國時期趙國的廉頗後人。汉朝时因豪强身份而从苦陉迁徙到杜陵。父亲廉褒担任过右将军。

## 生平
王莽代汉后，贬鉤町王为侯。鉤町王邯怨恨，牂柯大尹周钦诈杀邯。邯弟承攻杀周钦，州郡击之，不能服。复杀益州大尹程隆。王莽遣平蛮将军冯茂讨伐益州。三年间士兵因疾病死亡有十分之七，但叛乱依旧未镇压。王莽召回冯茂并处死他。再派遣宁始将军廉丹与庸部牧史熊征讨。刚开始战事顺利，后来粮草无法跟上部队，士卒饥疫，死者数万。王莽眼看战事焦灼，干脆又召回了廉丹。 
廉丹回到常安后，王莽准备让廉丹和严尤一同讨伐匈奴单于舆,因严尤反对而作罢。
綠林赤眉起義後，任更始將軍，地皇三年（22年）孟夏，與太師王匡率十幾萬大軍，前往山東，鎮壓樊崇赤眉軍，沿途部隊姦淫燒殺，無惡不作，屠殺百姓近萬人。民間流傳歌謠：「寧逢赤眉，不逢太師（王匡），太師尚可，更始（廉丹）殺我」。廉丹下属馮衍认为新室之兴，英俊不附，海内溃乱，人怀汉德，勸廉丹屯兵大郡，背叛王莽以待時變，廉丹不聽。廉丹、王匡进军無鹽（今山東東平縣），顺利攻破。赤眉军董宪等众数万人在梁郡，王匡欲进击之，廉丹以为刚打下無鹽，战士疲劳，当休养生息。王匡不听，引兵独进，廉丹随之。合战成昌（今山東東平東南无盐村附近），兵败，王匡逃走。廉丹大骂王匡：“小儿可走，吾不可！”最终战死。廉丹手下校尉汝云、王隆等二十馀人听说廉丹战死，感慨地说：“廉公已死，我们谁还有脸活着！”于是冲入董宪军中，全部阵亡。整个王匡、廉丹联军被殲萬餘人。史稱“成昌之戰”。王莽听闻廉丹战死后感到悲伤，下诏赐谥廉丹为果公。有孫名廉范。